# Dosarul Ipcress (film)
Dosarul Ipcress sau IPCRESS - Pericol imediat (titlu original: The Ipcress File) este un film britanic de spionaj din 1965 regizat de Sidney J. Furie. Rolurile principale au fost interpretate de actorii Michael Caine,  Guy Doleman și Nigel Green. Scenariul este scris de Bill Canaway și James Doran și se bazează pe romanul lui Len Deighton, The IPCRESS File, din 1962. Filmul a câștigat Premiul BAFTA pentru cel mai bun film britanic în 1966.  În 1999 a fost inclus pe locul 59 în lista BFI a  celor mai bune 100 de  filme britanice ale secolului XX.

## Prezentare
Mai mulți oameni de știință de top din Occident au fost răpiți doar pentru a apărea din nou câteva zile mai târziu. Din păcate, fiecărui om de știință i-a fost spălat creierul și este complet inutil. Britanicii își trimit agentul lor, pe Harry Palmer, pentru a investiga cazul. Palmer este surprins de faptul că a fost ales pentru o astfel de misiune (având în vedere trecutul său) și crede că asta se datorează faptului că este considerat dispensabil.
Numele cazului/dosarului este dat de titlul unei cărți descoperite de Carswell: "Induction of Psychoneuroses by Conditioned Reflex under Stress": IPCRESS.

## Distribuție
- Michael Caine - Harry Palmer
- Guy Doleman - Colonel Ross
- Nigel Green - Major Dalby
- Sue Lloyd - Jean Courtney
- Gordon Jackson - Carswell
- Aubrey Richards - Dr. Radcliffe
- Frank Gatliff - Bluejay
- Thomas Baptiste - Barney
- Oliver MacGreevy - Housemartin
- Freda Bamford - Alice
- Pauline Winter - Charlady
- Anthony Blackshaw - Edwards
- Barry Raymond - Gray
- David Glover - Chilcott-Oakes
- Stanley Meadows - Inspector Keightley
- Peter Ashmore - Sir Robert
- Michael Murray - Raid Inspector
- Anthony Baird - Raid Sergeant
- Tony Caunter - O.N.I. man
- Douglas Blackwell - Murray
- Glynn Edwards - Police Station Sergeant